# 엄현경
엄현경(1986년 11월 4일 ~ )은 대한민국의 배우이다.

## 생애
엄현경은 1986년 11월 4일 충청남도 대덕군 신탄진읍에서 1남 2녀 중 막내로 태어나 유년시절 충청남도 논산시로 이사를 가 연무중앙초등학교와 논산여자중학교와 논산여자고등학교를 거쳐 동덕여자대학교 방송연예학과 중퇴이후 건국대학교 영화예술학과를 졸업하였고 2005년 MBC 시트콤인 '레인보우 로망스'를 통해 배우로서 데뷔를 하였다. 영화와 드라마에 출연하다가 2007년부터 4년 간의 휴식기를 가졌는데, 본래 자신은 집 안에서 혼자 가만히 있는 것을 좋아하는 성격인데 다양한 사람들과 자주 접하게 되는 연예계 생활이 어렵게 느껴지게 돼 휴식기를 갖게 되었다고 한다. 2년 정도 자의로 휴식을 가진 후 다시 복귀를 결심하면서 여럿 오디션에 지원하지만 합격을 못해서 공백이 길어졌다고한다.

## 학력
- 연무중앙초등학교 (졸업)
- 논산여자중학교 (졸업)
- 논산여자고등학교 (졸업)
- 동덕여자대학교 방송연예학과 (중퇴)
- 건국대학교 영화예술학과 (졸업)

## 활동

### 드라마/시트콤
| 연도      | 방송사           | 제목                                     | 역할            | 비고               | 일본어 더빙     |
| --------- | ---------------- | ---------------------------------------- | --------------- | ------------------ | --------------- |
| 2006      | MBC              | 레인보우 로망스                          | 엄현경          | 243부작            |                 |
| 2006~2007 | KBS2             | 일단 뛰어                                | 이수정          | 21부작             |                 |
| 2007      | KBS2             | 경성스캔들                               | 미유키          | 16부작             |                 |
| 2007~2008 | KBS2             | 착한여자 백일홍                          | 서아영          | 174부작            |                 |
| 2011      | KBS2             | 강력반                                   | 서혜란          | 16부작             |                 |
| 2011~2012 | MBC              | 애정만만세                               | 미라            | 11~12화 / 특별출연 |                 |
| 2011      | KBS2             | KBS 드라마 스페셜 - 딸기 아이스크림      | 준경            | 1부작              |                 |
| 2011~2012 | 채널A            | 천상의 화원 곰배령                       | 김명옥          | 30부작             |                 |
| 2012~2013 | MBC              | 마의                                     | 소가영          | 50부작             |                 |
| 2013      | KBS2             | KBS 드라마 스페셜 연작 시리즈 - 시리우스 | 김안나          | 4부작              |                 |
| 2013      | KBS2             | 굿 닥터                                  | 나인영          | 20부작             |                 |
| 2013      | KBS2             | KBS 드라마 스페셜 - 불청객               | 영희            | 1부작              |                 |
| 2013~2014 | tvN              | 식샤를 합시다                            |                 | 특별출연           |                 |
| 2014      | EBS1             | 플루토 비밀결사대                        | 송수지          | 16부작             |                 |
| 2014      | MBC              | 엄마의 정원                              | 김수진          | 126부작            |                 |
| 2014      | TV조선           | 최고의 결혼                              | 현명이          | 16부작             |                 |
| 2015      | KBS2             | 파랑새의 집                              | 서미진          | 50부작             |                 |
| 2015~2016 | KBS2             | 다 잘될 거야                             | 강희정          | 102부작            |                 |
| 2016      | tvN              | 굿 와이프                                | 이은주          | 16부작             |                 |
| 2017      | SBS              | 피고인                                   | 나연희          | 18부작             | 하세가와 노도카 |
| 2017      | IHQ DRAMA & UMAX | 싱글와이프                               | 이라희          | 12부작             |                 |
| 2017~2018 | TV조선           | 너의 등짝에 스매싱                       | 박현경          | 50부작             |                 |
| 2018      | MBC              | 숨바꼭질                                 | 하연주/민수아   | 48부작             |                 |
| 2019      | tvN              | 청일전자 미쓰리                          | 구지나          | 16부작             |                 |
| 2020      | KBS2             | 비밀의 남자                              | 한유정/차유정   | 105부작            |                 |
| 2021      | MBC              | 두 번째 남편                             | 봉선화 / 봉빛나 | 150부작            |                 |
| 2024      | MBC              | 용감무쌍 용수정                          | 용수정/문수정   | 124부작            |                 |

### 뮤직 비디오
| 연도 | 가수           | 제목               | 비고 |
| ---- | -------------- | ------------------ | ---- |
| 2006 | 버블시스터즈   | 눈물이 나요        |      |
| 2006 | 멜로 브리즈    | Memory             |      |
| 2006 | 더 네임        | 사랑은             |      |
| 2006 | 이수영, 신동엽 | 행복을 주는 사람   |      |
| 2007 | 채수인         | Dream Wish         |      |
| 2007 | 크라이젠       | 사랑이 길을 잃어서 |      |
| 2008 | 메이커슬       | 배웅               |      |
| 2008 | 케이넌         | 이모티콘           |      |
| 2008 | 윤건           | 가려진 시간 사이로 |      |
| 2009 | 케이넌         | 그녀가 결혼했다    |      |
| 2009 | 태인           | 사랑을 해도 외롭다 |      |
| 2009 | 태사비애       | 이 노래를 들으면   |      |
| 2011 | 배다해         | Love Me            |      |
| 2013 | 버벌진트, 범키 | 비범벅             |      |

### 예능
- 2006년 SBS 《X맨》
- 2013년 KBS2 《위기탈출 넘버원》 - 게스트(2013년 11월 4일 방송분 출연)
- 2016년 KBS2 《해피투게더 시즌3》 - 진행(2016년 2월 18일 438회 게스트 출연, 2016년 3월 3일~2018년 10월 4일까지 진행)
- 2016년 MBC 《나 혼자 산다》 - 게스트(2016년 4월 8일 방송분 출연)
- 2016년 KBS2 《일대백》 - 게스트(2016년 4월 26일 방송분 출연)
- 2016년 KBS2 《배틀 트립》 - 게스트 (2016년 6월 25일, 2016년 7월 2일 방송분 출연)
- 2019년 SBS 《정글의 법칙 in 로스트 정글》 - 고정출연(2019년 5월 11일, 2019년 6월 8일 - 42기 고정)
- 2019년 tvN 《슈퍼히어러》 - 고정출연(2019년 6월 16일~2019년 8월 4일)
- 2020년 KBS2 《옥탑방의 문제아들》 - 게스트(2020년 9월 29일 방송분 출연)
- 2021년 MBC 에브리원 《비디오 스타》 - 게스트(2021년 3월 30일 방송분 출연)
- 2021년 SBS 《나의 판타집》 - 게스트(2021년 3월 30일 방송분 출연)
- 2021년 KBS2 《사장님 귀는 당나귀 귀》 - 게스트(2021년 6월 6일, 6월 27일 방송분 출연)
- 2021년 MBC 《심야괴담회》 - 게스트(2021년 8월 21일 방송분 출연)
- 2021년 TV CHOSUN 《골프왕 2》 - 게스트(2021년 10월 13일 방송분 출연)
- 2022년 MBC 《전지적 참견 시점》 - 게스트(2022년 6월 18일, 8월 6일, 10월 15일 방송분 출연)
- 2023년 tvN 《줄 서는 식당》 - 게스트(2023년 1월 16일)
- 2023년 JTBC 《아는형님》 - 게스트(2023년 1월 28일)
- 2023년 MBC 《전지적 참견 시점》 - 게스트(2023년 2월 4일)
- 2023년 tvN 《내친나똑》 - 게스트(2023년 2월 6일)
- 2025년 동아TV 《보여줄게 장바구니 2》 - 진행 (2025.1.10 ~ 2025.1.31)

## 광고
- 삼양식품 - 삼양라면
- 농심 - 도넛츠 꼬깜
- 카스맥주
- 팬택 - 베가 LTE
- 대상 - 청정원 햇살담은 양조간장

## 수상 및 후보
| 연도 | 시상식                    | 부문                               | 작품                      | 결과 |
| ---- | ------------------------- | ---------------------------------- | ------------------------- | ---- |
| 2015 | KBS 연기대상              | 여자 조연상                        | 파랑새의 집, 다 잘될 거야 | 수상 |
| 2016 | KBS 연예대상              | 토크&쇼부문 여자 신인상            | 해피투게더 3              | 수상 |
| 2018 | MBC 연기대상              | 주말특별기획부문 여자 최우수연기상 | 숨바꼭질                  | 후보 |
| 2021 | MBC 연기대상              | 일일극부문 여자 최우수연기상       | 두 번째 남편              | 수상 |
| 2024 | 제10회 에이판 스타 어워즈 | 장편드라마부문 여자 최우수연기상   | 용감무쌍 용수정           | 후보 |
| 2024 | MBC 연기대상              | 일일•단막드라마 부문 여자 최우수상 | 용감무쌍 용수정           | 수상 |